# Star Trek II: The Wrath of Khan
Star Trek II: The Wrath of Khan (Brasil: Jornada nas Estrelas II: A Ira de Khan / Portugal: Star Trek II: A Ira de Khan) é um filme norte-americano de ficção científica lançado em 1982 dirigido por Nicholas Meyer e escrito por Meyer e Jack B. Sowards, baseados em uma história criada por Sowards e Harve Bennett. É o segundo longa-metragem da franquia Star Trek e é estrelado por todo o elenco original da série de televisão da década de 1960. Na história, o almirante James T. Kirk e a tripulação da nave estelar USS Enterprise enfrentam o humano geneticamente modificado Khan Noonien Singh, um personagem que apareceu pela primeira vez no episódio "Space Seed" da série original. Khan consegue escapar de seu exílio e parte em sua busca de vingança contra Kirk, com a Enterprise precisando impedi-lo de adquirir um dispositivo de terraformação chamado Gênesis.
Star Trek: The Motion Picture teve uma recepção crítica e comercial bem inferior ao esperado pela Paramount Pictures, que acabou forçando o criador Gene Roddenberry a sair da produção da sequência. O produtor executivo Harve Bennett criou a história original do filme e Sowards a desenvolveu em um roteiro. Meyer foi contratado para dirigir e reescreveu o roteiro final em apenas doze dias, não recebendo créditos por este trabalho. A abordagem do diretor foi evocar a atmosfera aventureira da série original, um tema que foi reforçado pela trilha sonora original composta por James Horner.
O ator Leonard Nimoy originalmente não apareceria no filme, porém foi convencido a retornar sobre a promessa de que Spock receberia uma cena de morte dramática. Testes de público voltaram com uma reação negativa à morte do personagem, fazendo com que revisões significantes fossem feitas no final mesmo com as objeções de Meyer. A produção usou várias técnicas para reduzir custos, incluindo o uso de miniaturas de projetos anteriores e a reutilização de cenários, imagens e figurinos do primeiro filme. Dentre as realizações técnicas do longa está a primeira sequência completamente computadorizada da história do cinema.
The Wrath of Khan estreou na América do Norte em 4 de junho de 1982. Ele foi um sucesso comercial e arrecadou 97 milhões de dólares mundialmente, estabelecendo um novo recorde para a bilheteria de seu primeiro dia. A recepção da crítica foi bem positiva: Khan, o ritmo do filme e as interações entre os personagens foram citados como pontos fortes. Reações negativas foram direcionadas aos efeitos fracos e algumas das atuações. The Wrath of Khan é amplamente considerado como o melhor filme da franquia Star Trek, sendo creditado por renovar o interesse do público na série.

## Enredo
No ano de 2285, o almirante James T. Kirk supervisiona um teste dos alunos do capitão Spock. A tenente Saavik comanda a nave estelar USS Enterprise em uma simulação de uma missão de resgate da tripulação da nave Kobayashi Maru. A Enterprise é atacada por naves klingons ao entrar na Zona Neutra e é seriamente danificada. Todo o teste é um cenário sem possibilidade de vitória criado para avaliar o caráter de oficiais da Frota Estelar. Mais tarde, o dr. Leonard McCoy encontra-se com Kirk a fim de celebrar o aniversário do segundo; o médico percebe a baixa auto-estima do almirante e recomenda que Kirk assuma o comando de uma nave e não envelheça fazendo trabalho burocrático.
Enquanto isso, a USS Reliant está no meio de uma missão para encontrar um planeta sem vida para o teste do Dispositivo Gênesis, uma tecnologia projetada para reorganizar matéria com o objetivo de terraformar um corpo estelar para colonização. O comandante Pavel Chekov e o capitão Clark Terrell teletransportam-se para a superfície de um possível candidato que eles acreditam ser Ceti Alpha VI. Os dois acabam capturados pelo humano geneticamente modificado Khan Noonien Singh e seus seguidores. A Enterprise tinha encontrado a nave de Khan quinze anos antes, com Kirk exilando todos os super-homens para Ceti Alpha V depois deles terem tentado tomar o controle da Enterprise. Ceti Alpha VI explodiu algum tempo depois deles terem sido abandonados, alterando a órbita de Ceti Alpha V e destruindo todo o ecossistema do planeta. Khan culpa Kirk pela morte de sua esposa e planeja vingança. Ele implanta vermes nos cérebros de Chekov e Terrell através das orelhas, deixando-os suscetíveis ao controle mental e usando os dois oficiais para capturar a Reliant. Khan descobre sobre Gênesis e ataca a estação espacial Regula I, onde o dispositivo estava sendo desenvolvido pela dra. Carol Marcus, antiga amante de Kirk, e o filho dos dois, David.
A Enterprise inicia uma viagem de treinamento de três semanas de duração sob o comando de Spock, porém Kirk assume a liderança assim que a nave recebe os pedidos de socorro de Regula I. A Enterprise acaba emboscada pela Reliant, levando à morte de muitos cadetes. Khan se comunica com a Enterprise e se oferece para poupar a tripulação em troca de todo o material relacionado com Gênesis. Kirk consegue abaixar os escudos da Reliant remotamente, permitindo um contra-ataque. Khan é forçado a recuar e realizar reparos, enquanto a Enterprise consegue alcançar Regula I. Kirk, McCoy e Saavik teletransportam-se para a estação e encontram Chekov e Terrell vivos, porém toda a equipe de Marcus massacrada. Eles logo descobre que Carol e David estão escondidos dentro do planetoide de Regula. Khan usa Chekov e Terrell como espiões e ordena que eles matem Kirk, porém Terrell resiste e se mata enquanto Chekov desmaia e o verme deixa seu corpo. Khan consegue teletransportar Gênesis para a Reliant. Kirk se comunica com Spock e volta para a Enterprise, direcionando a nave para a Nebulosa de Mutara; as descargas elétricas dentro da nebulosa anulam os escudos e atrapalham os sistemas de mira, deixando a Enterprise e a Reliant em condições iguais. Spock percebe que as táticas de Khan são bidimensionais, indicando inexperiência em combates espaciais, permitindo que Kirk explore essa fraqueza para desabilitar a Reliant.
Khan é mortalmente ferido no ataque, mas consegue ativar Gênesis, que reorganizará toda a matéria da nebulosa incluindo a Enterprise. Kirk tenta se afastar para longe da Reliant, porém o motor de dobra da Enterprise foi danificado. Spock vai para a engenharia tentar reativar o reator, entretanto McCoy tenta impedi-lo pois os níveis de radiação estão muito elevados. Spock incapacita o doutor e realiza um elo mental com ele, dizendo "lembre-se". Spock restaura o motor de dobra e a Enterprise consegue escapar antes da explosão da Reliant, porém ele morre devido à radiação. Um funeral é realizado e o caixão de Spock é atirado no planeta formado pela ativação de Gênesis, com a Enterprise partindo para resgatar a tripulação da Reliant deixada em Ceti Alpha V.

## Elenco

O elenco principal de Star Trek II: The Wrath of Khan. Da esquerda para a direita: Takei, Kelley, Nichols, Koenig, Shatner, Doohan e Nimoy.

- William Shatner como James T. Kirk, um almirante da Frota Estelar e o ex-capitão da USS Enterprise. Kirk e Khan nunca se encontram pessoalmente no decorrer do filme. Todas as interações entre os personagens ocorrem através da tela visualizadora ou comunicadores e suas cenas foram filmadas com meses de diferença,[4] porém um dos rascunhos do roteiro tinha Khan derrotando Kirk em uma luta de espadas.[5] Meyer descreveu Shatner como um ator que naturalmente protegia si mesmo e seu personagem e cuja interpretação ficava melhor depois de várias tomadas.[6]
- Ricardo Montalbán como Khan Noonien Singh, um super-humano geneticamente modificado que usou sua força física e intelecto para dominar boa parte da Terra na década de 1990. Montalbán afirmou que acreditava que todos os vilões fazem coisas perversas, porém pensam que estão agindo pelos motivos "certos"; dessa forma, Khan usa sua raiva pela morte da esposa para justificar sua vingança contra Kirk. Mesmo com o personagem aparecendo em diversas versões do roteiro durante a pré-produção, o filme estava quase recebendo a aprovação para começar a produção quando os produtores perceberam que ninguém tinha perguntado a Montalbán se ele estava interessado em aparecer.[7] O ator estava inseguro se conseguiria interpretar plausivelmente Khan depois de tantos anos, especialmente dado seu então papel como Sr. Roarke na série Fantasy Island.[5] Montalbán não usou nenhuma prótese peitoral para enfatizar o físico musculoso do personagem, ao contrário de muitas especulações,[6] possuindo uma vigorosa rotina de treinamentos mesmo com mais de sessenta anos de idade e com uma dor nas costas cada vez maior devido a uma queda de cavalo na década de 1950. Montalbán gostou de trabalhar no filme e contou o papel como um dos pontos altos de sua carreira. Sua única grande reclamação foi nunca ter contracenado com Shatner: "Eu tive de dizer minhas falas com a menina do roteiro, que como pode imaginar, não soava nada como Bill [Shatner]".[8]
- Leonard Nimoy como Spock, o capitão da Enterprise. Nimoy originalmente não tinha a intenção de voltar para The Wrath of Khan, porém reconsiderou por causa da promessa de que seu personagem receberia uma cena de morte dramática.[9] O ator achou lógico Spock "sair em um momento de glória" pois este seria o último de filme Star Trek, assim seria um meio apropriado de encerrar o personagem.[7]
- DeForest Kelley como Leonard McCoy, o oficial médico chefe da Enterprise e um amigo próximo de Kirk e Spock. Kelley ficou tão insatisfeito com uma versão anterior do roteiro que ele considerou não retornar para o filme.[9] O ator percebeu que seu personagem ficou com muitas das falas mais leves do filme, sentindo que esse papel era essencial para trazer um lado mais leve para todo o drama da história.[7]
- Walter Koenig como Pavel Chekov, o primeiro oficial da USS Reliant e um antigo tripulante da Enterprise. Kelley comentou durante as filmagens que Chekov nunca tinha se encontrado com Khan no episódio "Space Seed", já que Koenig ainda não tinha se juntado ao elenco, e assim o vilão reconhecê-lo em Ceti Alpha V não fazia sentido. Livros sobre Star Trek tentaram racionalizar essa discrepância; a romantização de The Wrath of Khan escrita por Vonda N. McIntyre diz que Chekov era "um alfares designado para o turno da noite" durante "Space Seed", conhecendo Khan em uma cena que não apareceu no episódio.[10] A verdadeira causa do erro foi descuido dos cineastas. Meyer defendeu o erro salientando que Arthur Conan Doyle realizava equívocos similares em suas histórias de Sherlock Holmes.[6] O grito de Chekov enquanto o verme de Ceti entra em sua orelha fez Koenig brincar e chamar o filme Star Trek II: Chekov Screams Again, referência a um grito similar presente em Star Trek: The Motion Picture.[11]
- James Doohan como Montgomery Scott, o engenheiro chefe da Enterprise. McCoy originalmente usaria seu bordão "Ele está morto, Jim" durante a cena de morte de Spock, porém Kelley achou que isso arruinaria o momento e assim Scott recebeu a frase "ele já está morto" para informar Kirk da situação.[12] Scott também perde seu sobrinho depois do ataque da Reliant contra a Enterprise. O cadete foi interpretado por Ike Eisenmann e teve muitas falas cortadas na versão original do filme, incluindo uma em que era explicado o parentesco dos dois. Essas cenas foram incluídas na edição do diretor, deixando mais compreensível a dor de Scott sobre a morte do tripulante.[11]
- George Takei como Hikaru Sulu, o piloto da Enterprise. Takei inicialmente não queria voltar ao papel, porém Shatner o convenceu a retornar.[11]
- Nichelle Nichols como Uhura, a oficial de comunicações da Enterprise. Nichols e Gene Roddenberry tiveram problemas com alguns elementos do filme, incluindo as referências navais e os uniformes militaristas. A atriz também defendeu Roddenberry quando os produtores acharam ele era a fonte do vazamento de roteiros.[13]
- Kirstie Alley como Saavik, a protegida de Spock e uma cadete treinando a bordo da Enterprise. O filme foi o primeiro papel profissional de Alley. Saavik chora durante o funeral de Spock, com Meyer comentando que durante as filmagens alguém veio até ele e lhe perguntou: "'Você vai deixá-la fazer aquilo?' E eu disse 'Sim', e ele disse 'Mas vulcanos não choram', e eu disse 'Bom, é isso que faz dela uma vulcana interessante'".[6] Os estouros emocionais da personagem poderiam ser parcialmente explicados pelo fato de Saavik ser descrita no roteiro como tendo uma ascendência vulcana-romulana, porém não há nenhuma indicação disso no filme.[11]
- Paul Winfield como Clark Terrell, o capitão da Reliant. Meyer havia visto outros trabalhos de Winfield como o filme Sounder, desejando dirigi-lo. O diretor comentou em retrospecto que as cenas dos vermes de Ceti poderiam ter sido cafonas, porém que a atuação de Winfield ajudou a dar peso para o momento.[6]
- Bibi Besch como Carol Marcus, a cientista chefe do Projeto Gênesis. Meyer procurou uma atriz que fosse bonita o bastante para ser plausível que um mulherengo como Kirk se apaixonasse por ela, enquanto ao mesmo tempo projetasse uma imagem de inteligência.[6]
- Merritt Butrick como David Marcus, um cientista do Projeto Gênesis e o filho de Kirk com Carol Marcus. Meyer gostou que Butrick tinha o cabelo loiro de Besch e o cabelo encaracolado de Shatner, fazendo do ator um filho plausível dos dois.[6]

## Produção

### Desenvolvimento

Harve Bennett foi feito produtor executivo de The Wrath of Khan com a tarefa de desenvolver um filme mais barato que The Motion Picture.

O produtor e criador Gene Roddenberry escreveu o roteiro para um segundo filme de Star Trek após o lançamento do filme Star Trek: The Motion Picture. Nesse enredo, a tripulação da USS Enterprise viajaria de volta no tempo para corrigir a linha temporal depois dos klingons terem usado o Guardião da Eternidade para impedir o assassinato do presidente John F. Kennedy. Essa ideia foi rejeitada pelos executivos da Paramount Pictures, que culparam as constantes reescritas de roteiro exigidas por Roddenberry pelo enorme orçamento do filme e seu ritmo lento. Como consequência, Roddenberry foi retirado da produção e, de acordo com William Shatner, "chutado" para a posição cerimonial de consultor executivo. Harve Bennett, um produtor televisivo da Paramount, foi nomeado o novo produtor de Star Trek. De acordo com o próprio, ele foi chamado para uma reunião de executivos incluindo Jeffrey Katzenberg e Michael Eisner e perguntado se conseguia fazer um filme melhor que The Motion Picture, que Bennett confessou ter achado "muito chato". Quando afirmou que conseguia, o executivo Charles Bluhdorn lhe perguntou se "Você consegue fazer por menos de quarenta e cinco malditos milhões dólares?", com Bennett respondendo que "De onde eu venho, consigo fazer cinco filmes com isso".
Bennett percebeu que enfrentaria um enorme desafio para desenvolver um novo filme de Star Trek, parcialmente por nunca ter assistido a série de televisão original. Ele acabou assistindo todos os episódios para poder compensar. Tal imersão convenceu o produtor que o primeiro filme não possuía um verdadeiro vilão, decidindo que o personagem de Khan Noonien Singh seria o inimigo perfeito para o novo longa depois de ter assistido o episódio "Space Seed". Bennett reuniu sua equipe de produção antes mesmo de ter criado um roteiro. Ele selecionou seu amigo e diretor de comerciais Robert Sallin como o produtor principal. A tarefa de Sallin era produzir o filme de forma rápida e barata. Bennett também contratou Michael Minor como desenhista de produção a fim de moldar a arte e o visual.
Bennett escreveu seu primeiro tratamento de roteiro em novembro de 1980. Essa versão era chamada de Star Trek II: The War of the Generations e tinha James T. Kirk investigando uma rebelião em um mundo distante, descobrindo que seu filho era um dos líderes da revolta. Khan estaria por trás de todo o plano, com Kirk e seu filho unindo-se para derrotar o vilão. O produtor então contratou o roteirista Jack B. Sowards, um grande fã de Star Trek, para transformar sua ideia em um roteiro. Sowards escreveu um rascunho inicial até ser forçado a parar por uma greve de roteiristas em 1981. Seu rascunho foi intitulado Star Trek II: The Omega Syndrome e envolvia o roubo da arma mais poderosa da Federação dos Planetas Unidos, o "Sistema Ômega". O roteirista ficou preocupado que a arma fosse muito negativa, com Minor também comentando que Bennett queria algo mais positivo "e tão fundamental no século XXIII como DNA recombinante é para nosso tempo". Minor sugeriu que o dispositivo fosse transformado em um instrumento de terraformação. Bennett abraçou o desenhista na reunião de história do dia seguinte e declarou que este havia salvado Star Trek. Sowards renomeou o "Sistema Ômega" para "Dispositivo Gênesis" em homenagem ao poder bíblico da arma.
Sowards produziu um rascunho em abril de 1981 que colocava a morte de Spock no final da história, uma reação à insatisfação dos fãs sobre o evento após um vazamento do roteiro. O personagem originalmente morria no primeiro ato, uma morte chocante e repentina que Bennett comparou ao assassinato de Marion Crane no começou de Psycho. O rascunho tinha um confronto mano a mano de doze páginas entre Kirk e Khan. Essa versão também tinha um personagem homem chamado Saavik. A pré-produção começou e o escritor Samuel A. Peeples, autor do episódio "Where No Man Has Gone Before" da série de televisão, foi convidado a escrever seu próprio roteiro. O rascunho de Peeples substituía Khan por dois vilões novos chamados Sojin e Moray, com os dois sendo tão poderosos que quase destroem a Terra por engano. O roteiro foi considerado inadequado e os alienígenas se pareciam muito com os vilões típicos da série original. Os prazos começaram a se aproximar para que a produção dos efeitos visuais começasse, que necessitava de storyboards detalhados baseados no roteiro completo, porém nesse momento não havia nenhum roteiro finalizado para ser usado.

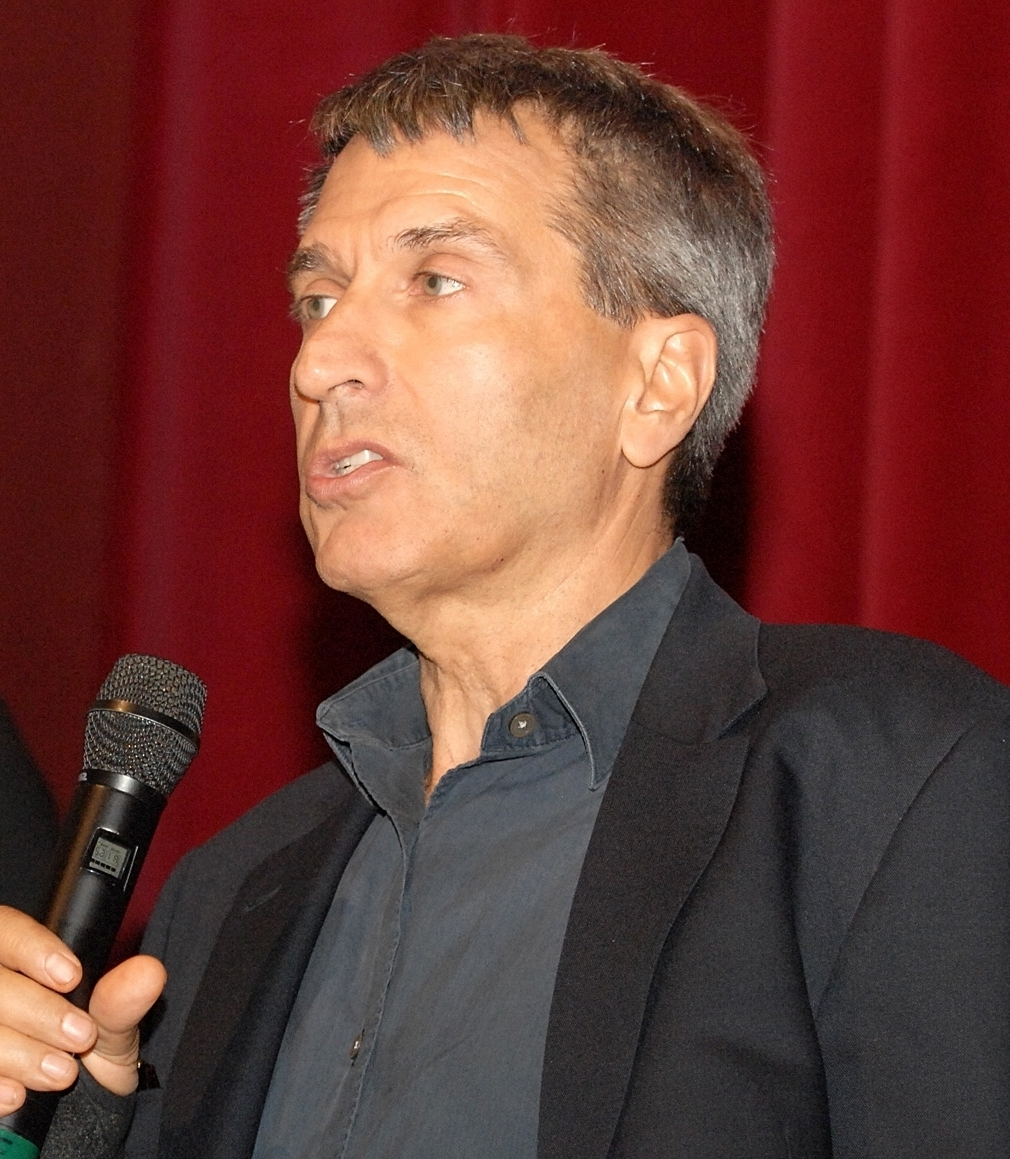
Nicholas Meyer nunca tinha assistido um episódio de Star Trek quando foi chamado para dirigir e reescrever o roteiro.

A executiva Karen Moore da Paramount sugeriu a Bennett que Nicholas Meyer, roteirista do filme The Seven-Per-Cent Solution e diretor de Time After Time, poderia ajudar a resolver os problemas de roteiro e ser o diretor do longa. Meyer também nunca tinha assistido um episódio de Star Trek. Ele teve a ideia de fazer uma lista formada por tudo aquilo que a equipe criativa tinha gostado nos rascunhos anteriores – "podia ser um personagem, podia ser uma cena, podia ser um enredo, podia ser um subenredo [...] podia ser uma linha de diálogo" – para que pudesse usá-la como base de um novo roteiro feito a partir dos melhores aspectos e elementos dos anteriores. Meyer "matou" Spock na simulação do Kobayashi Maru na abertura do filme a fim de compensar as expectativas dos fãs de que o personagem morreria na história. A companhia de efeitos precisava da história em apenas doze dias, com o diretor escrevendo o roteiro sem ser creditado e sem receber um pagamento, surpreendendo os atores e produtores, também produzindo rapidamente quaisquer reescritas que a equipe julgasse necessárias. Meyer posteriormente afirmou:
| “ | A principal contribuição que eu trouxe para Star Trek foi um desrespeito saudável ... Star Trek era uma alegoria humana em formato espacial. Isso era tanto sua força quanto, em última análise, sua fraqueza. Eu tentei deixá-lo mais humano e um pouco menos rígido através da irreverência. Eu não insisti que o Capitão Kirk fosse ao banheiro, porém Star Trek precisava ser tão santificado? | ” |

Meyer descreveu seu roteiro como "Hornblower no espaço", utilizando referências náuticas e uma atmosfera mais aventureira. O personagem de Horatio Hornblower, criado por C. S. Forester, tinha sido usado como referência tanto para Shatner quanto para Roddenberry durante a produção da série, porém Meyer desconhecia isso na época do desenvolvimento do filme. Sallin ficou impressionado com a visão do diretor: "Suas ideias trouxeram uma dimensão que ampliou o escopo do material enquanto trabalhávamos nele". Roddenberry discordou da textura naval do roteiro e os paralelos de Khan com Ahab do romance Moby Dick, porém suas opiniões foram praticamente ignoradas pela equipe criativa.

### Arte
Meyer tentou mudar o visual de Star Trek com o objetivo de adequá-lo à atmosfera náutica que havia pensado e também permanecer dentro do orçamento. Por exemplo, a Enteprise recebeu um sino de navio, um apito de chamada e mais luzes piscantes e sinais. O diretor de arte Joseph Jennings usou cenários existentes de The Motion Picture que tinham permanecido em pé após o fim das filmagens para poder economizar dinheiro. Aproximadamente 65% de The Wrath of Khan foi filmado no mesmo cenário, a ponte de comando; a ponte da Reliant e da simulação do Kobayashi Maru eram modificações do mesmo cenário da ponte da Enterprise. A ponte klingon do primeiro filme foi modificada para ser as salas do teletransporte e dos torpedos. Os cineastas reutilizaram miniaturas e imagens de The Motion Picture, incluindo as cenas da Enterprise dentro da doca espacial. Os modelos de naves foram reusados onde era possível ou modificados para servirem como novas construções. O complexo orbital do longa anterior foi colocado de cabeça para baixo e alterado para tornar-se a estação Regula I. Também foram canibalizados e reusados elementos da cancelada série Star Trek: Phase II, como anteparas, corrimões e cenários. Uma das maiores preocupações da equipe de arte era de que a Reliant fosse facilmente distinguida da Enterprise. O desenho da nave acabou invertido depois de Bennett ter acidentalmente aberto e aprovado de cabeça para baixo um conceito preliminar da Reliant.

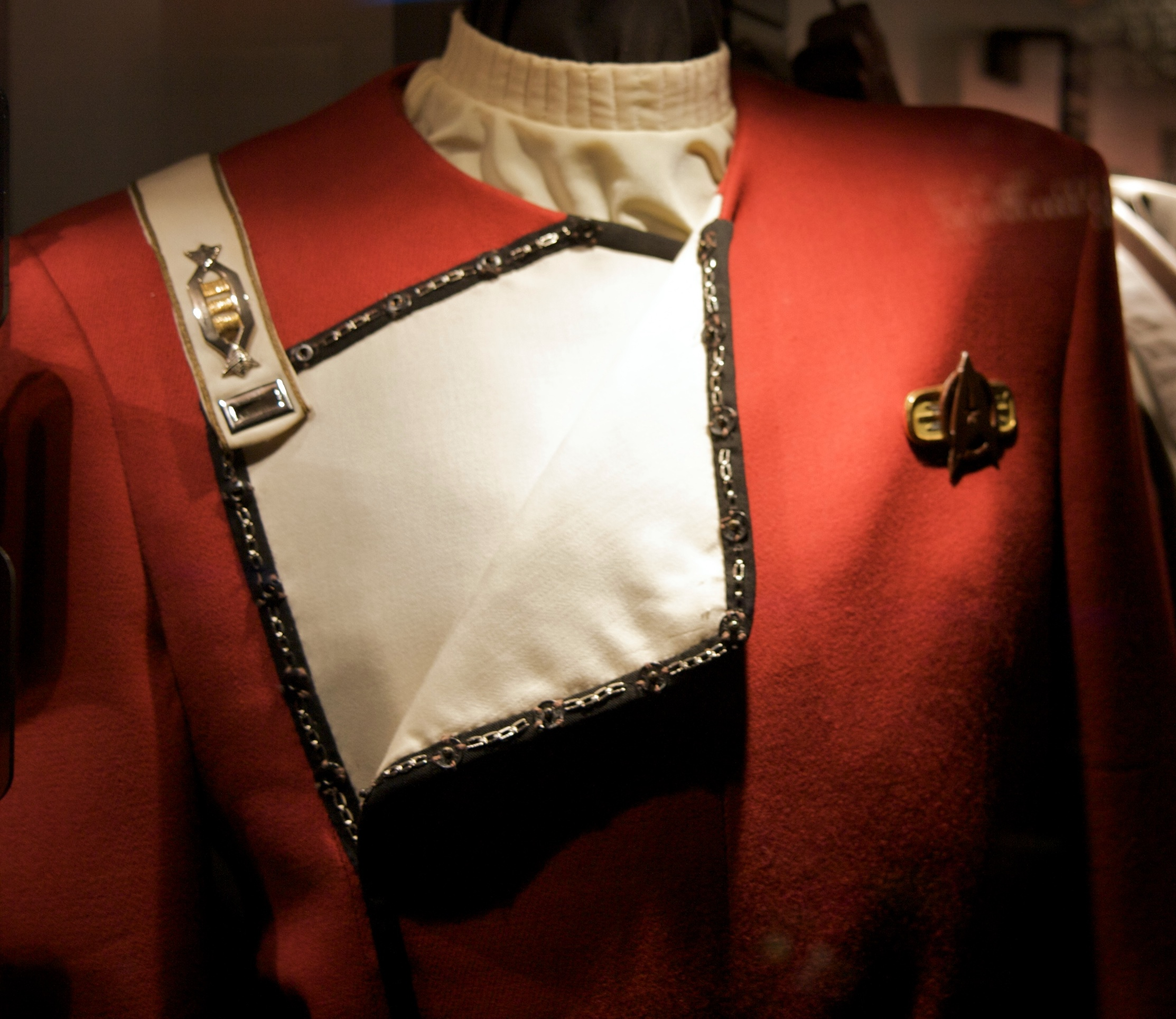
Um exemplar de uniforme criado para The Wrath of Khan por Robert Fletcher. O figurino possui uma gola alta com tranpunto e foi feito na cor vermelho escuro para poder se destacar do fundo dos cenários.

O figurinista Robert Fletcher voltou para redesenhar os figurinos já existentes e criar novos. Ele decidiu basear-se em uma esquema de "cores corruptas", usando materiais com cores um pouco diferentes de seu tom puro. "Elas não são cores que você vê hoje, então de maneira sutil elas indicam um outro tempo". Meyer não gostava dos uniformes da Frota Estelar usados na série de televisão e aqueles criados para The Motion Picture, desejando que fossem alterados, porém por razões orçamentárias eles não podiam ser descartados completamente. Testes de tintura nos tecidos mostraram que os antigos uniformes podiam ser bem pintados de três cores: azul acinzentado, dourado e vermelho escuro. Fletcher decidiu usar vermelho escuro devido ao grande contraste que criava com o fundo da imagem. Os resultantes uniformes inspirados pelo tema naval seriam usados na franquia até o filme Star Trek Generations de 1994. As primeiras versões desses figurinos tinham golas pretas rígidas, porém Sallin sugeriu que fossem alteradas para uma gola alta usando uma forma de acolchoamento vertical chamado trapunto. O método cria um efeito de baixo-relevo no material ao estofar as áreas delineadas com um segmento macio através de pressão do ar em uma agulha oca. Máquinas e agulhas necessárias para produzir tranpunto eram raras na época da produção de The Wrath of Khan, com Fletcher conseguindo encontrar apenas uma agulha para ser usada pelo departamento de figurinos. A equipe teve tanto medo de quebrar ou perder a agulha que um dos trabalhadores do departamento a levou para casa como medida de segurança, fazendo com que o figurinista pensasse que tinha sido roubada.
Fletcher criou um grande contraste com os uniformes altamente organizados da Frota Estelar nos figurinos de Khan e seus seguidores; sua ideia era de que as roupas dos exilados fossem feitas de qualquer coisas que eles pudessem encontrar. "Minha intenção com Khan era expressar o fato que eles foram abandonados nesse planeta com nenhuma infraestrutura técnica, então precisaram canibalizar da nave espacial tudo aquilo que usavam ou vestiam. Dessa forma, tentei fazer com que parecesse que eles se vestiram com peças de estofamento e equipamentos elétricos que compunham a nave". O figurino de Khan foi desenhado com o peito aberto para poder mostrar o físico de Ricardo Montalbán. Fletcher também criou aventais para os cientistas de Regula I e roupas civis para Kirk e Leonard McCoy que foram desenhadas para parecerem práticas e confortáveis.
Meyer adicionou uma placa de "Proibido Fumar" na ponte da Enterprise, que ele posteriormente comentou dizendo: "Todos tiveram um ataque [...] Eu disse 'Por quê eles pararam de fumar no futuro? Eles tem fumado por quatrocentos anos, vocês acham que vai parar nos próximos duzentos?'" A placa apareceu no primeiro plano do filme durante a simulação do Kobayashi Maru, porém foi removida de todas as outras cenas no corte final.

### Filmagens

Meyer e Shatner na ponte da Enterprise durante as filmagens de The Wrath of Khan.

As filmagens começaram no dia 9 de novembro de 1981 e duraram até 29 de janeiro de 1982. The Wrath of Khan era muito mais orientado para a ação do que seu predecessor, porém custou menos para ser produzido. O projeto foi supervisionado pela unidade televisiva da Paramount em vez de sua divisão cinematográfica. Bennett era um produtor televisivo veterano e conseguiu fazer o filme com um orçamento de onze milhões de dólares, bem menos que os 46 milhões de The Motion Picture. O orçamento original era de 8,5 milhões, porém foi aumentado após os produtores terem se impressionado pelas primeiras duas semanas de filmagens. Meyer usou truques de câmera e cenário a fim de evitar a construção de cenários grandes e caros. Perspectiva forçada foi empregada em uma cena que se passa na Academia da Frota Estelar ao posicionar objetos próximos da câmera para criar a sensação de que o ambiente era mais extenso. Peças de corredor foram retiradas ou movidas de lugar para criar a ilusão de que o turboelevador da Enterprise estava se movimentando entre os conveses, com essas trocas as vezes acontecendo enquanto a câmera estava rodando e as portas do turboelevador fechadas. Equipamentos de fundo como terminais de computador foram alugados quando possível em vez de comprados. Alguns objetos de cena redesenhados como feisers e comunicadores foram vetados pela Paramount em favor dos materiais já existentes de The Motion Picture.
A miniatura da Enterprise foi modificada para as cenas espaciais, com seu exterior brilhante sendo escurecido e detalhes extras adicionados à estrutura. O modelo da Enterprise era odiado pelos artistas e câmeras de efeitos visuais; eram necessárias oito pessoas para montar a miniatura e uma empilhadeira para movimentá-la. Enquanto isso, a recém construída Reliant era mais leve e tinha uma fiação interna bem menos complicada. As naves foram filmadas em frente de uma tela azul com uma película especial que não filmava cor; as imagens resultantes podiam ser adicionadas aos efeitos visuais ou a outras imagens. Qualquer reflexo do azul do fundo na nave apareceria como um buraco no filme; as falhas precisavam ser concertadas quadro a quadro para o produto final. A Dykstraflex, mesma câmera usada em Star Wars, foi empregada nas filmagens dos efeitos de The Wrath of Khan.
A superfície desértica do planeta Ceti Alpha V foi simulada no estúdio oito, o maior estúdio do complexo da Paramount. O cenário foi elevado 7,6 metros do chão e coberto com esteiras de madeira, sobre as quais foram jogadas toneladas de areia colorida e pó. Um ciclorama foi pintado ao redor de todo o cenário, com enormes ventiladores industriais criando a tempestade de areia. As filmagens foram muito desconfortáveis tanto para os atores quanto para a equipe. Os trajes espaciais de spandex usados por Walter Koenig e Paul Winfield não tinham ventilação e os atores precisavam sinalizar por um microfone quando necessitavam de ar. Os equipamentos de filmagem foram enrolados em plástico para impedir problemas mecânicos e todos os membros da equipe usaram botas, máscaras e macacões como proteção contra a areia.
A cena da morte de Spock foi filmada no decorrer de três dias, período em que nenhum visitante foi permitido no cenário. A morte do personagem iria ser irrevogável, porém Leonard Nimoy teve uma experiência tão positiva durante as filmagens que pediu se poderia adicionar um modo de Spock retornar em algum filme futuro. A sequência do elo mental foi filmada inicialmente sem que DeForest Kelley tivesse conhecimento prévio sobre o que estava acontecendo. Shatner discordou sobre ter um vidro límpio separando seu personagem do de Nimoy durante a morte, querendo em vez disso um divisor translúcido que permitisse que os espectadores enxergassem apenas a silhueta de Spock, porém sua opinião foi relevada. Meyer queria que na sequência do funeral a câmera acompanhasse o torpedo que servia de caixão enquanto era colocado em uma longa calha e enviado para o lançador. A equipe de câmera pensou que todo o cenário precisaria ser reconstruído a fim de acomodar o plano, porém Sallin sugeriu colocar um trilho sobre a calha e controlar a câmera de cima por meio de uma grua. Montgomery Scott tocando "Amazing Grace" na gaita de fole foi uma ideia vinda de James Doohan. Kathleen Nicholson Graham gravou a faixa de música utilizada em um estúdio de gravação da Paramount junto com uma orquestra.
A morte de Spock foi amplamente comentada durante a produção. Fãs escreveram cartas de protesto, com um comprando anúncios de publicidade pedindo para a Paramount alterar o enredo, enquanto Nimoy até mesmo recebeu uma ameaça de morte. Exibições do filme para públicos teste tiveram reações negativas sobre a morte do personagem e o tom sombrio de encerramento da história, então Bennett decidiu tentar deixá-lo um pouco mais positivo. Foram adicionadas a cena do caixão de Spock na superfície do planeta Gênesis e o monólogo final narrado por Nimoy; Meyer foi contra as modificações, porém não tomou atitudes para impedi-las. Nimoy não sabia sobre a cena até assistir o filme, porém a mídia garantiu aos fãs antes de The Wrath of Khan estrear que "Spock irá viver" novamente. A cena do caixão foi filmada em um canto do Golden Gate Park em São Francisco devido a limitações de tempo, com uma máquina de fumaça sendo usada para criar uma atmosfera primitiva. As filmagens duraram do meio dia até o período da tarde pois a equipe sabia que não haveria tempo para refilmagens.
Considerações especiais foram tomadas durante as filmagens a fim de permitir a integração dos efeitos especiais planejados. Monitores de televisão se passando por computadores foram especialmente calibrados para que suas taxas de atualização não criassem bandeamento nas imagens. As sequências de ação ou de efeitos foram filmadas no formato 65 milímetros ou VistaVision para compensar a perda de resolução e qualidade resultante do refotografamento de algum elemento na impressora ótica. Quando cópias grandes eram reduzidas por meio de uma lente anamórfica ou impressora, o resultado era uma imagem no formato Panavision.

### Efeitos
As sequências de efeitos visuais e especiais de The Wrath of Khan tinham um cronograma muito curto para serem completados, com Meyer, Jennings, Sallin, Minor e o supervisor de efeitos Jim Veilleux trabalhando para transformarem as ideias do roteiro em visuais e storyboards concretos. Sequências detalhadas eram essenciais para impedir que os efeitos do filme saíssem do controle e os custos aumentassem, algo que havia ocorrido em The Motion Picture. Foram listados cada efeito especial e ótico e a duração das sequências. Os produtores determinaram depois de seis semanas o visual básico e a construção de quase todos os efeitos; os planos resultantes foram combinados cinco meses depois com as imagens do filme. A Industrial Light & Magic (ILM) produziu a maioria dos efeitos e também criou novas miniaturas; a Reliant foi a primeira nave estelar da Federação diferente da Classe Constitution a aparecer na franquia. A Reliant originalmente seria uma nave Constitution idêntica a Enterprise, entretanto foi pensado que o público teria dificuldades em distinguir as duas. O roteiro pedia para que a Enterprise e a Reliant infligissem grandes danos uma na outra, com a ILM desenvolvendo técnicas para ilustrar os danos sem danificar fisicamente os modelos. Em vez das miniaturas serem movidas na frente de uma tela azul para as filmagens, a câmera VistaVision foi movimentada horizontalmente e verticalmente a fim de criar a ilusão de que elas estavam viajando pelo espaço. Os danos na Enterprise eram cosméticos e foram simulados com pedaços de alumínio coloridos ou descascados. Danos de feiser foram criados com stop motion. O roteiro também exigia danos em grande escala na Reliant, assim versões maiores do modelo da nave foram criados para serem explodidos.

A Enterprise manobra para longe da danificada Reliant na Nebulosa de Mutara. As fagulhas saindo da nacele destruída da Reliant foram animadas manualmente, quadro a quadro.

A Batalha da Nebulosa de Mutara foi uma uma sequência difícil de ser realizada sem o auxílio de modelos gerados por computação gráfica. Os turbilhões da nebulosa foram criados ao injetar uma borracha de latex e uma mistura de amônia em um tanque cheio com água salgada e doce. Todas as imagens foram filmadas em dois quadros por segundo para criar a ilusão de um movimento mais rápido. As cores vibrantes e abstratas foram simuladas ao iluminar o tanque com gels coloridos. Efeitos de luz adicionais como auroras foram criados pelo departamento de animação da ILM. Um trabalho de matte painting foi usado para completar o plano em que as naves foram fisicamente presas em uma placa de fundo. A destruição da nacele da Reliant foi criada sobrepondo planos do motor explodindo e explosões sobre o modelo. As faíscas do dano da destruição foram animadas manualmente pintando cada quadro do filme.
A cena em que Terrell mata um dos cientistas de Regula I vaporizando-o com um feiser foi filmada em duas tomadas. Winfield e os outros atores presentes primeiro fizeram a cena normalmente, com estas imagens tornando-se a chapa de fundo. Em seguida uma tela azul foi colocada no cenário e o ator John Vargas, cujo personagem Jedda era atingido pelo disparo, atuou como se tivesse sido acertado por uma arma de energia. O elemento do feixe do feiser foi colocado sobre a chapa de fundo e as imagens de Vargas foram oticamente dissolvidas em um efeito de desintegração que precisava corresponder aos movimentos do ator em todos os quadros.
Os vermes de Ceti usaram vários modelos orientados pelo supervisor de efeitos visuais Ken Ralston, que pouco tempo antes tinha terminado os desenhos de criatura em Return of the Jedi. Ele prendeu um fio para fazer os vermes se movimentarem pelos rostos dos atores antes de entrarem nas orelhas. A cena em que um verme mais maduro sai da orelha de Chekov foi simulada ao enfiar um microfilamento pelo chão do cenário até um modelo da orelha de Koenig. A cena foi filmada em três variações, que Ralston descreveu como "uma tomada seca, uma com algum sangue e a tomada Fangoria, com muito sangue".
Efeitos óticos adicionais foram produzidos pela Visual Concept Engineering (VCE), uma pequena companhia de efeitos chefiada por Peter Kuran; este já havia trabalhado na ILM e deixou a empresa após a finalização de The Empire Strikes Back. A VCE criou vários efeitos como feixes de feiser, o reator da Enterprise, areia adicional na superfície de Ceti Alpha V e um novo efeito de teletransporte. Meyer e a equipe de produção foram enfáticos sobre não usar imagens congeladas para o teletransporte, como o efeito fora criado durante a série original. As cenas foram filmadas para que conversas continuassem com os personagens no meio de teletransportes, porém boa parte dos trabalhos de matte feitos pela VCE foram descartados quando a produção decidiu não ter muita ação durante os teletransportes.

A demonstração do Dispositivo Gênesis foi criada com o objetivo de ser dramática e impressionante, tornando-se a primeira sequência completamente computadorizada da história do cinema.

The Wrath of Khan foi um dos primeiros filmes a usar imagens eletrônicas e computação gráfica extensivamente a fim de acelerar a produção de tomadas. A companhia de computação gráfica Evans & Sutherland produziu os gráficos vetoriais exibidos a bordo da Enterprise e o campo de estrelas usado nos créditos iniciais. Dentre as realizações técnicas do filme está a primeira sequência completamente computadorizada da história do cinema: a demonstração do Dispositivo Gênesis em um planeta sem vida. O primeiro conceito para a cena assumiu a forma de uma demonstração de laboratório, em que uma rocha seria colocada em uma câmara e transformada em uma flor. Veilleux então sugeriu que o escopo da sequência fosse expandido para mostrar o efeito Gênesis tomando um planeta inteiro. Apesar da Paramount ter gostado da ideia de uma apresentação mais dramática, eles também queriam que a simulação fosse mais impressionante do que uma animação tradicional. Veilleux ofereceu a tarefa para a Lucasfilm's Computer Graphics depois de ter visto alguns trabalhos do grupo. Alvy Ray Smith da Computer Graphics foi o diretor da sequência e teve a ideia da câmera sobrevoando o planeta em uma cena sem cortes. Primeiro foi montado a estrutura do planeta, com indicadores sendo colocados no ponto de impacto do projétil, calotas polares e localização das montanhas que seriam criadas pelo efeito Gênesis. As montanhas, oceanos e campos foram produzidos a partir de fractais enquanto o anel de fogo do efeito Gênesis foi feito com um programa de renderização de fogo recém criado. As texturas foram adicionadas depois de todas as partes da sequência terem sido colocadas no lugar, além de um campo de estrelas baseado em um catálogo estelar real. Os animadores esperavam que a cena servisse de "comercial" para os talentos do estúdio. A Computer Graphics mais tarde se dividiria da Lucasfilm e formaria a Pixar.

### Música
Jerry Goldsmith fora o compositor da música de The Motion Picture, porém não era uma opção para The Wrath of Khan devido ao orçamento reduzido; Miklós Rózsa, que havia trabalhado com Meyer em Time After Time, também era considerado muito caro. Bennett e Meyer queriam que a música do filme fosse em uma direção diferente, porém ainda não tinham escolhido um compositor na época que as filmagens começaram. O diretor inicialmente esperava contratar seu associado John Morgan, porém o compositor não tinha experiência em filmes e a Paramount ficaria incomodada por esse fato.

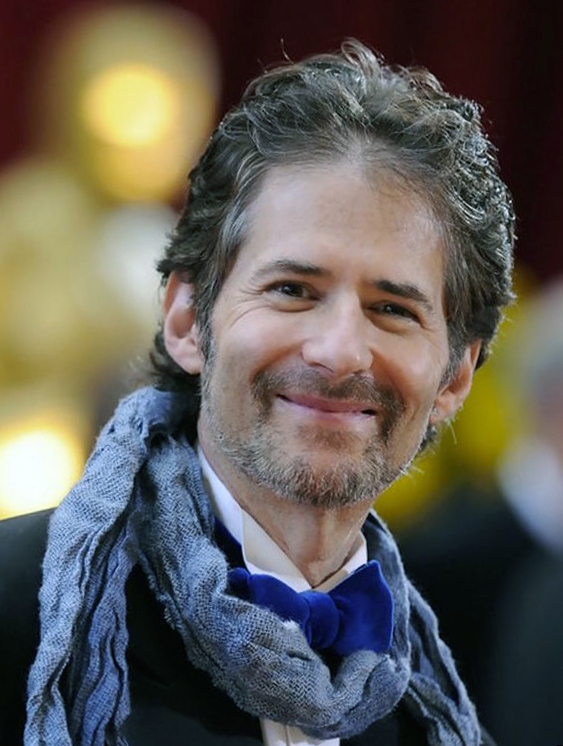
James Horner trabalhou com Meyer para evocar os sentimentos aventureiro e marítimo na música.

Joel Sill, então vice-presidente de música da Paramount, começou a gostar de um compositor de 28 anos chamado James Horner, sentindo que a fita demo deste destacava-se das músicas genéricas de filme. Horner foi apresentado a Bennett, Meyer e Sallin. O compositor comentou: "[Os produtores] não queriam o tipo de música que tinham anteriormente. Eles não queriam uma trilha sonora John Williams, per se. Eles queriam algo diferente, mais moderno". Horner falou que conseguiu a posição de compositor em The Wrath of Khan pois "os produtores tinham gostado de meu trabalho para Wolfen e tinham ouvido minha música para vários outros projetos, e eu acho, até onde me disseram, que eles gostaram muito da minha versatilidade. Eu queria o trabalho e me encontrei com eles, todos nós nos demos bem, eles ficaram impressionados com a minha música e foi assim que aconteceu". Horner concordou com as expectativas dos cineastas e aceitou começar a trabalhar na trilha em meados de janeiro de 1982.
Meyer queria que a música evocasse um sentimento aventureiro e marítimo para manter o tom náutico do filme, com diretor e compositor trabalhando bem próximos e tornando-se amigos no decorrer do processo. Meyer era um fã de música clássica e foi capaz de descrever os efeitos e sons que desejava para a trilha sonora. Apesar do estilo de Horner ter sido descrito como "ecoando tanto os elementos bombástico e elegíaco do Star Wars de John Williams e a trilha original de Goldsmith de [The Motion Picture]", o compositor foi expressamente proibido de usar qualquer peça da música de Goldsmith. Em vez disso Horner adaptou o tema original de Alexander Courage para a série de televisão. "A fanfarra te puxa imediatamente – você sabe que irá ver um bom filme".
Diferentemente do tema principal heroico e fluido, o motivo condutor de Khan foi pensado como uma textura percussiva que poderia ser sobreposta com outras músicas e que enfatizasse a insanidade do personagem. Este tema de sete notas em metais recebeu um efeito de atraso chamado Echoplex com o objetivo de salientar as ruminações de Khan sobre seu passado em Ceti Alpha V, porém não toca com força total até o primeiro ataque da Reliant contra a Enterprise. Muitos elementos da música foram inspirados em trabalhos anteriores de Horner; por exemplo, um ritmo que acompanha o tema de Khan durante o ataque surpresa foi baseado no tema de ataque de Wolfen, que por sua vez tinha influênciado Goldsmith na sua trilha para o filme Alien. Momentos musicais da série de televisão também são ouvidos durante a investigação da estação Regula I e em alguns outros pontos.
As "coisas por baixo" da história principal, na opinião de Horner, também precisavam ser abordadas pela trilha sonora; para The Wrath of Khan, isto era a relação entre Kirk e Spock. O tema principal do filme também serve como o tema de Kirk, com uma seção mais madura depois disso atuando como o tema da Enterprise. O compositor também criou um motivo condutor para Spock com o objetivo de enfatizar a profundidade de personagem: "Ao colocar um tema sobre Spock, ele o aquece e lhe deixa tridimensional em vez de uma coleção de artifícios". As diferenças entre as peças curtas e baseadas em trompas para os vilões com as melodias mais longas para os heróis ajudou a diferenciar personagens e naves durante as sequências de batalha.
A trilha de The Wrath of Khan foi o primeiro grande trabalho da carreira de Horner e foi escrita em um período de quatro semanas e meia. Os 72 minutos de música criados foram interpretados por uma orquestra de 91 pessoas. As sessões de gravação começaram no dia 12 de abril de 1982 no complexo de estúdios da Warner Bros. em Burbank, durando até 15 de abril. Uma sessão extra em 30 de abril foi para gravar a música da Batalha da Nebulosa de Mutara, enquanto outra sessão realizada em 3 de maio foi usada para cobrir o epílogo recém alterado. Horner usou sintetizadores para efeitos auxiliares; outros filmes de ficção científica da época como E.T. the Extra-Terrestrial e The Thing estavam evitando sintetizadores em favor de orquestras mais tradicionais. Craig Huxley tocou seu instrumento próprio Blaster Beam durante as gravações, além de compor e tocar faixas eletrônicas para a demonstração do Dispositivo Gênesis. Apesar da maior parte do filme já estava "fechada" na época em que Horner começou a compor as músicas, ele precisou modificar a orquestração de faixas após a integração dos efeitos visuais terem alterado a duração de certas cenas.

## Temas
The Wrath of Khan aborda vários temas recorrentes, incluindo morte, renascimento e envelhecimento. Meyer teve a ideia enquanto escrevia o roteiro de uma ligação entre a morte de Spock e o envelhecimento dos personagens. "Esta seria uma história em que Spock morre, então seria uma história sobre morte, e foi apenas um pequeno lúpulo, salto e pulo para perceber que seria uma história sobre envelhecimento e amizade", comentou o diretor, "Eu não acho que qualquer um dos roteiros [preliminares] eram sobre envelhecimento, amizade e morte". Meyer desejava chamar o filme de The Undiscovered Country para manter os temas de morte e renascimento simbolizados pelo sacrifício de Spock e o Dispositivo Gênesis; o título é uma referência à descrição que Hamlet faz da morte na peça Hamlet de William Shakespeare, porém o nome foi alterado durante o processo de edição sem seu conhecimento. Meyer não gostou de The Wrath of Khan, porém foi escolhido pois o preferível Vengeance of Khan entrava em conflito com Revenge of the Jedi, posteriormente alterado para Return of the Jedi.
The Wrath of Khan segue uma longa tradição de filmes em que o aventureiro ou explorador precisa passar por uma morte figurada ou literal para pode recomeçar outra vez. Spock é o doppelgänger de Kirk e juntos eles representam um herói bifurcado, com os dois personagens representando metades rivais da condição humana. Spock representa o ideal sobrenatural de uma pessoa completamente lógica e infalível, enquanto Kirk representa a realidade humana apaixonada, propensa a erros e em conflito consigo mesma. O sacrifício de Spock ao final do filme permite o renascimento espiritual de Kirk na tradição do ciclo de vida e morte. Depois de ter comentado no começo do longa que se sentia velho e desgastado, Kirk afirma na cena final que "Me sinto jovem". O teste do Kobayashi Maru força seus participantes  a confrontar uma situação invencível que acaba servindo como teste de caráter, porém Kirk revela que tinha conseguido vencer o teste ao trapacear; Saavik responde afirmando que Kirk jamais enfrentou a morte. A solução que Spock encontra para a situação sem vitória, o sacrifício próprio, força Kirk a confrontar a morte depois de tê-la trapaceado repetidas vezes e assim crescer como personagem. Imagens e sons reforçam os temas de morte e envelhecimento, além da promessa de renascimento; Spock é o primeiro personagem visto no filme e sua voz é a última a ser ouvida, com seu caixão seguindo a mesma trajetória em direção ao Planeta Gênesis que o Dispositivo Gênesis havia tomado no vídeo de demonstração mais cedo na história. O princípio de sacrificar as necessidades de um por aquelas de muitos foi traduzida para a triagem moderna como o "Princípio de Spock".
Meyer adicionou elementos para reforçar o envelhecimento dos personagens. A infelicidade de Kirk sobre seu aniversário é agravada pelos óculos de leitura dados por McCoy como presente. O roteiro afirmava que Kirk tinha 49 anos de idade, porém Shatner estava inseguro sobre ser específico com a idade do personagem. Bennett afirmou que o ator estava hesitante sobre interpretar uma versão de meia-idade de si mesmo, acreditando que poderia continuar fazendo um Kirk jovem caso usasse uma maquiagem adequada. O produtor convenceu Shatner que ele poderia envelhecer graciosamente como Spencer Tracy; Bennett não sabia que Shatner tinha trabalhado junto com Tracy em 1961 no filme Judgment at Nuremberg, tendo gostado do ator. Meyer fez questão de enfatizar um paralelo entre Kirk e Sherlock Holmes em que os dois personagens definham sem a presença de seus respectivos estímulos: novos casos para Holmes e novas aventuras espaciais para Kirk.
A perseguição de Khan por Kirk é central para o tema de vingança do filme, com The Wrath of Khan deliberadamente baseando-se muito no romance Moby Dick de Herman Melville. Meyer adicionou uma cópia visível do livro na prateleira de Khan para que os paralelos ficassem claros aos espectadores. Khan parafraseia Ahab deliberadamente: "Vou persegui-lo pelas luas de Níbia, ao redor dos redemoinhos de Antares e em volta das chamas da perdição antes de desistir". Khan também cita integralmente a declamação de Ahab como sua última fala: "Atingir-te-ei mesmo do fundo do inferno! Escarro todo o meu ódio no
último fôlego!" Kirk representa tanto os elementos incansáveis de Ismael quanto a baleia branca da obra de Melville; a perseguição cega de Khan espelha a obsessão de Ahab com Moby Dick. Tanto Khan quanto Ahab vão atrás de sua presa mesmo com as dúvidas de suas respectivas tripulações, matando-se em um esforço para levar seu inimigo junto. A professora Jane Wall Hinds argumenta que os temas de The Wrath of Khan entram em conflito com as perspectivas otimistas e transcendentais da série original e de Star Trek: The Next Generation. Os temas de vingança de Moby Dick também muito influenciariam o filme Star Trek: First Contact.

## Lançamento
The Wrath of Khan estreou no dia 4 de junho de 1982 em 1621 cinemas nos Estados Unidos. Ele arrecadou 14.347.221 de dólares em seu fim de semana de abertura, na época a maior arrecadação de fim de semana na história. O filme acabou arrecadando 78.912.963 de dólares na América do Norte, tornando-se a sexta maior bilheteria de 1982. No total mundial, The Wrath of Khan arrecadou por volta de 97 milhões de dólares. Apesar de sua arrecadação total ter sido menor do que The Motion Picture, ele acabou sendo mais rentável devido aos baixos custos de produção.
Uma romantização da história foi escrita por Vonda N. McIntyre e permaneceu na lista de mais vendidos do The New York Times durante três semanas. Diferentemente do filme anterior, The Wrath of Khan não foi divulgado com uma linha de brinquedos na época de seu lançamento, porém a Playmates Toys criou bonecos de Khan e Saavik na década de 1990 enquanto a Art Asylum produziu em 2007 um conjunto completo de figuras para celebrar os 25 anos do longa. Uma adaptação em quadrinhos do filme foi publicada em 2009 pela IDW Publishing, tendo roteiro de Andy Schmidt e arte de Chee. A trilha sonora de Horner só recebeu o lançamento de um álbum comercial em 1991 pela GNP Crescendo Records, contendo 45 minutos de músicas. Um álbum com a trilha sonora completa e remasterizada foi lançada em 2009 pela Retrograde Records em conjunto com a revista Film Score Monthly, possuindo também um extenso folheto sobre a música e faixas escrito por Jeff Bond, Lukas Kendall e Alexander Kaplan.

### Crítica
The Wrath of Khan foi bem recebido pela crítica. O filme tem uma aprovação de 88% agregador Rotten Tomatoes baseado em 51 críticas, com um consenso de: "Khan possui um enredo forte, tensão crescente e uma boa performance coadjuvante de Ricardo Montalbán". Já no agregador Metacritic ele tem uma média de 71/100 baseado em 11 resenhas, indicando "críticas geralmente favoráveis". Após a recepção morna do primeiro filme por parte dos fãs, a reação com The Wrath of Khan foi bem mais positiva. O sucesso critico e financeiro do filme foi creditado como tendo renovado o interesse do público na franquia. Mark Bernardin da Entertainment Weekly afirmou que The Wrath of Khan "foi o filme que, pela maioria dos relatos, salvou Star Trek como o conhecemos", sendo atualmente considerado o melhor filme da franquia.
O ritmo do filme foi elogiado por Janet Maslin do The New York Times e Gary Arnold do The Washington Post por ser considerado muito mais ágil que seu predecessor e mais próximo do espírito da série de televisão original. Maslin achou que The Wrath of Khan tinha uma história muito mais forte que The Motion Picture e era tudo aquilo que o primeiro longa deveria ter sido, escrevendo que "após o tédio colossal e de alto orçamento que foi Star Trek: The Motion Picture, aqui vem uma sequência que se preze. O segundo filme de Star Trek é ágil, divertido e aventureiro". A revista Variety concordou que The Wrath of Khan era bem mais próximo da série original que seu predecessor, dizendo também que era uma "aventura espacial muito satisfatória". Roger Ebert do Chicago Sun-Times disse que os fãs tinham ficado decepcionados pelo foco em efeitos visuais de The Motion Picture e "queriam ver seus personagens favoritos da série de TV novamente, e Trek II compreendeu esse desejo e tomou uma atitude".
A interação entre os personagens foi elogiada. Nick Cramp da BBC afirmou que "o trio principal [Kirk, Spock e McCoy], livres da atmosfera túrgida do primeiro filme, são capazes de acender a faísca um no outro", enquanto Maslin disse que Shatner "prova imediatamente que reconquistou seu senso de humor seco, algo notavelmente ausente da última vez". Khan e a interpretação de Montalbán também foram elogiados; Ebert comentou que a performance do ator foi "muito forte" e que o personagem consegue "capturar nossa simpatia, mesmo sendo um homem maligno que coloca criaturas horríveis nas orelhas de [...] dois tripulantes". Maslin por sua vez achou Khan a parte mais divertida do filme, tendo sido interpretado "como o mais clássico dos vilões de quadrinhos por Ricardo Montalbán, que é realmente algo a ser visto".
Os efeitos visuais foram recebidos de forma mista. Enquanto Maslin os considerou "tão bons que não chamam uma atenção indevida para si mesmos", Ebert achou que as sequências de batalha eram "particularmente ineptas que parecem mais Captain Video do que efeitos especiais de última geração". Certos elementos da história foram criticados por Arnold e Derek Adams da Time Out como sendo melodramáticos, com este último também dizendo que "O efeito líquido, entre risadas embaraçosas, é incredulidade: um filme que é ao mesmo tempo pós-TV e pré-D. W. Griffith". A morte de Spock foi bem recebida por Ebert, que a achou bem feita e que se conectava com a identificação criada pela série de televisão, porém Arnold afirmou que a morte "parece uma virada desnecessária, e os cineastas estão obviamente bem preparados para lorotar caso o publico exija outra sequência". Arnold também criticou as atuações, um ponto ecoado por Dave Kehr do Chicago Reader que afirmou "as atuações tépidas e a claustrofobia em um cenário cobram um preço alto".
The Wrath of Khan já influenciou diversos outros filmes. O título original de The Undiscovered Country criado por Meyer eventualmente seria usado quando este voltou para dirigir o sexto filme da franquia em 1991, que também manteve várias de suas influências navais estabelecidas no segundo longa. O diretor Bryan Singer citou o filme como uma grande influência em seu filme X2 e também na abandonada sequência de Superman Returns. The Wrath of Khan também é o filme favorito do diretor J. J. Abrams, do produtor Damon Lindelof e dos roteiristas Alex Kurtzman e Roberto Orci, a equipe criativa por trás dos filmes Star Trek e Star Trek Into Darkness.

### Prêmios
The Wrath of Khan venceu dois Prêmios Saturno nas categorias de Melhor Ator para Shatner e Melhor Diretor para Meyer, também sendo indicado nas categorias de Melhor Filme de Ficção Científica, Melhor Roteiro para Sowards, Melhor Ator Coadjuvante para Koenig, Melhor Atriz Coadjuvante para Kirstie Alley, Melhores Figurinos para Fletcher e Melhor Maquiagem para Werner Keppler e James Lee McCoy. Meyer, Sowards, Bennett e Peeples foram indicados ao Prêmio Hugo de Melhor Apresentação Dramática.

### Home video
A Paramount lançou The Wrath of Khan nos formatos VHS e Betamax em 1983. As cópias em VHS foram vendidas à 39,95 dólares, quarenta dólares a menos que outras fitas contemporâneas. O estúdio precisava vender sessenta mil unidades para que o filme fosse tão rentável quanto outros longas, porém acabou vendendo 120 mil. O experimento bem sucedido foi creditado por por ter instigado um mercado de VHS com preços mais competitivos, um aumento nas compras de aparelhos de VHS cada vez mais baratos e uma mudança de foco na indústria, saindo das fitas para aluguel em direção das vendas como a grande fonte das rendas dos VHSs.
The Wrath of Khan foi lançado em DVD em julho de 2000, porém sem nenhum conteúdo extra. Montalbán realizou uma sessão de autógrafos na Universal City, Califórnia, para poder comemorar o lançamento, com centenas de fãs comparecendo. O filme foi relançado em DVD em agosto de 2002 com uma "Edição do Diretor" contendo dois discos. Além do filme remasterizado e com som surround Dolby 5.1, esta nova edição vinha com uma faixa de comentários em áudio com Meyer, uma faixa de comentários em texto por Michael Okuda, documentários de bastidores, entrevistas com o elenco, storyboards e os trailers originais. O corte expandido recebeu uma estreia em Hollywood antes do lançamento em DVD. Meyer havia afirmado que não acreditava que versões do diretor de filmes eram necessariamente melhores que o corte original, porém o relançamento de The Wrath of Khan permitiu que ele adicionasse cenas e outros elementos que tinham sido cortados pela Paramount. As quatro horas de conteúdos extras e as adições ao filme foram bem recebidas pela crítica.
O corte original de cinema foi lançado em Blu-ray em maio de 2009 junto com todos os outros cinco filmes estrelados pelo elenco original com o objetivo de coincidir com a estreia do filme Star Trek. Essa edição foi vendida individualmente, em uma coleção com todos os longas chamada Star Trek: Original Motion Picture Collection ou em uma pacote contendo a trilogia formada por The Wrath of Khan, Star Trek III: The Search for Spock e Star Trek IV: The Voyage Home. The Wrath of Khan foi o único dos seis filmes a passar por um processo extensivo de remasterização na definição de 1080p pois o negativo original "estava em estado terrível", de acordo com Meyer. Essa nova versão vinha com todos os extras da edição de 2002 mais novos documentários de bastidores e uma nova faixa de comentários em áudio com Meyer e Manny Coto. O Blu-ray também foi incluído em setembro de 2013 no pacote especial Star Trek: Stardate Collection que vinha com todos os primeiros dez filmes da franquia. A Edição do Diretor foi relançada em junho de 2016 no formato Blu-ray, tendo todos os conteúdos extras disponibilizados nas versões de 2002 e 2009 mais um novo documentário de bastidores.